# Scuole socratiche minori
Per scuole socratiche minori si intendono quelle fondate dopo la morte di Socrate dai suoi più vicini discepoli chiamati "socratici minori" poiché sono considerati autori di una dottrina che riguarda aspetti parziali del pensiero del maestro che vengono talora alterati secondo la mentalità del tempo ma che tuttavia sono riconducibili alla filosofia di Socrate, in particolare al tema principale posto da quest'ultimo, ovvero il problema della fondazione di un'etica universalmente valida.
Furono definite scuole socratiche "minori" dalla successiva storiografia filosofica per distinguerle dall'orientamento socratico "maggiore", rappresentato dalla filosofia di Platone, primo per importanza e per pregnanza di pensiero fra i discepoli di Socrate.

## Socrate nemico politico

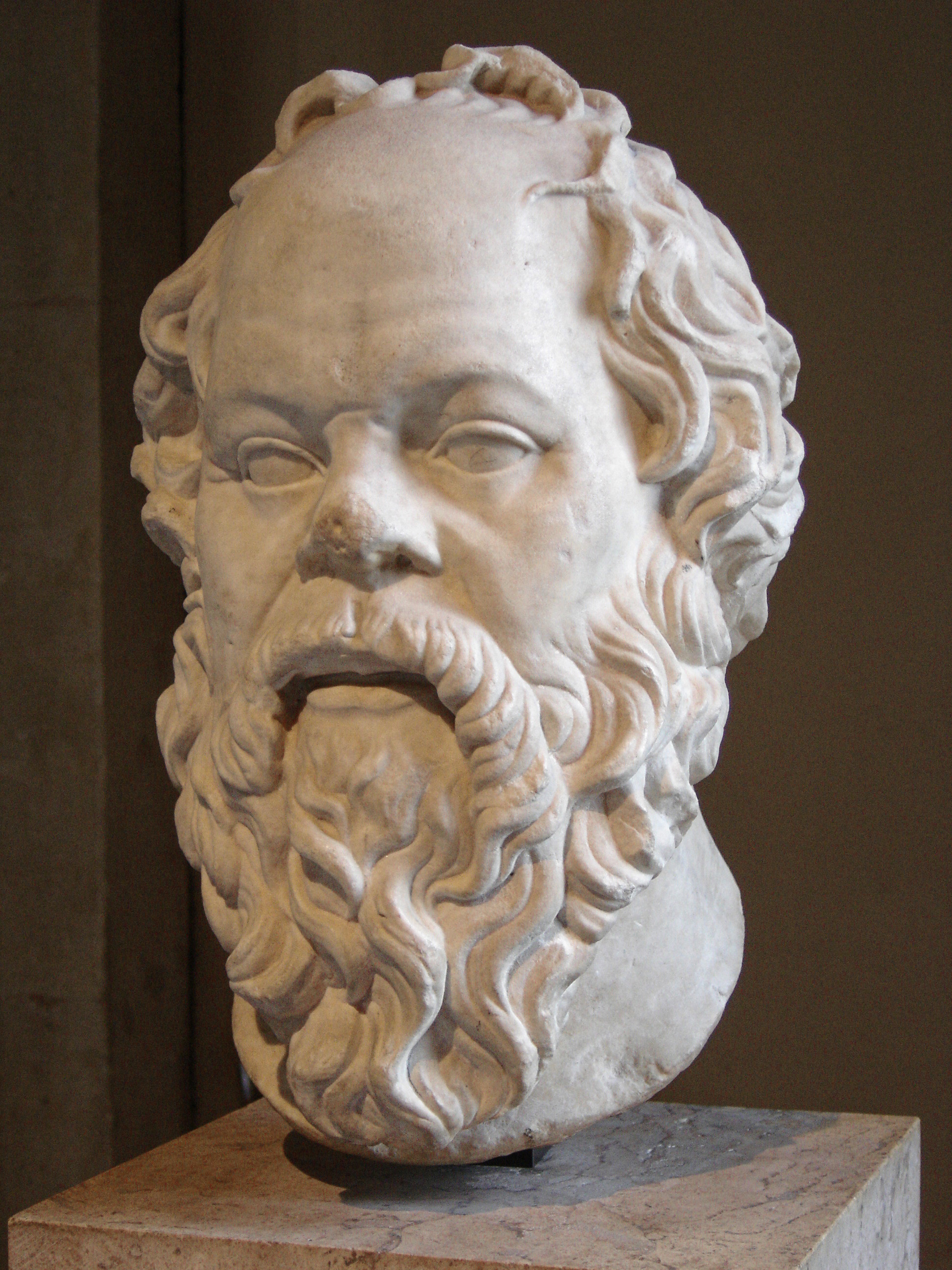
Socrate

L'origine delle scuole socratiche è nei tragici avvenimenti relativi alla figura e all'insegnamento socratico che rappresentarono uno scandalo per l'Atene del V secolo a.C. retta da un governo democratico conservatore, formato da esiliati politici, con a capo Trasibulo, che riteneva Socrate un avversario politico sia per i rapporti che aveva avuto con Alcibiade, suo scapestrato discepolo e presunto amante, accusato di avere tradito Atene per Sparta, sia per la contestazione socratica di ogni autorità indiscussa.
Il nuovo regime "democratico" voleva riportare la città allo splendore dell'età di Pericle instaurando un clima di pacificazione generale riproponendo ai cittadini gli antichi ideali, i principi morali e i costumi tradizionali, fondati sulla religione ufficiale. Ma nella città si diffondeva l'insegnamento, seguito con entusiasmo da molti, specie giovani, dei sofisti, i quali invece esercitavano una critica corrosiva di ogni principio e verità che si volesse dare per costituita dalla religione o dalla tradizione. A questi si aggiungeva Socrate, che con la sua dottrina imperniata sul dialogo, cioè sulla messa in discussione di tutto ciò che si voleva far passare aprioristicamente per vero, venne assimilato ai sofisti e considerato un nemico politico da eliminare. Da qui l'accusa di empietà, il processo e la condanna a morte.
In vero, invece, era principalmente «la diffidenza suscitata dai rapporti di Socrate con i "traditori" che spinse i capi della restaurata democrazia a sottoporlo a processo nel 400-399. Alcibiade e Crizia erano morti entrambi, ma i democratici non si sentivano al sicuro finché l'uomo che s'immaginava avesse ispirato i loro tradimenti esercitava ancora influenza sulla vita pubblica.»

## Il contrasto tra politica e morale

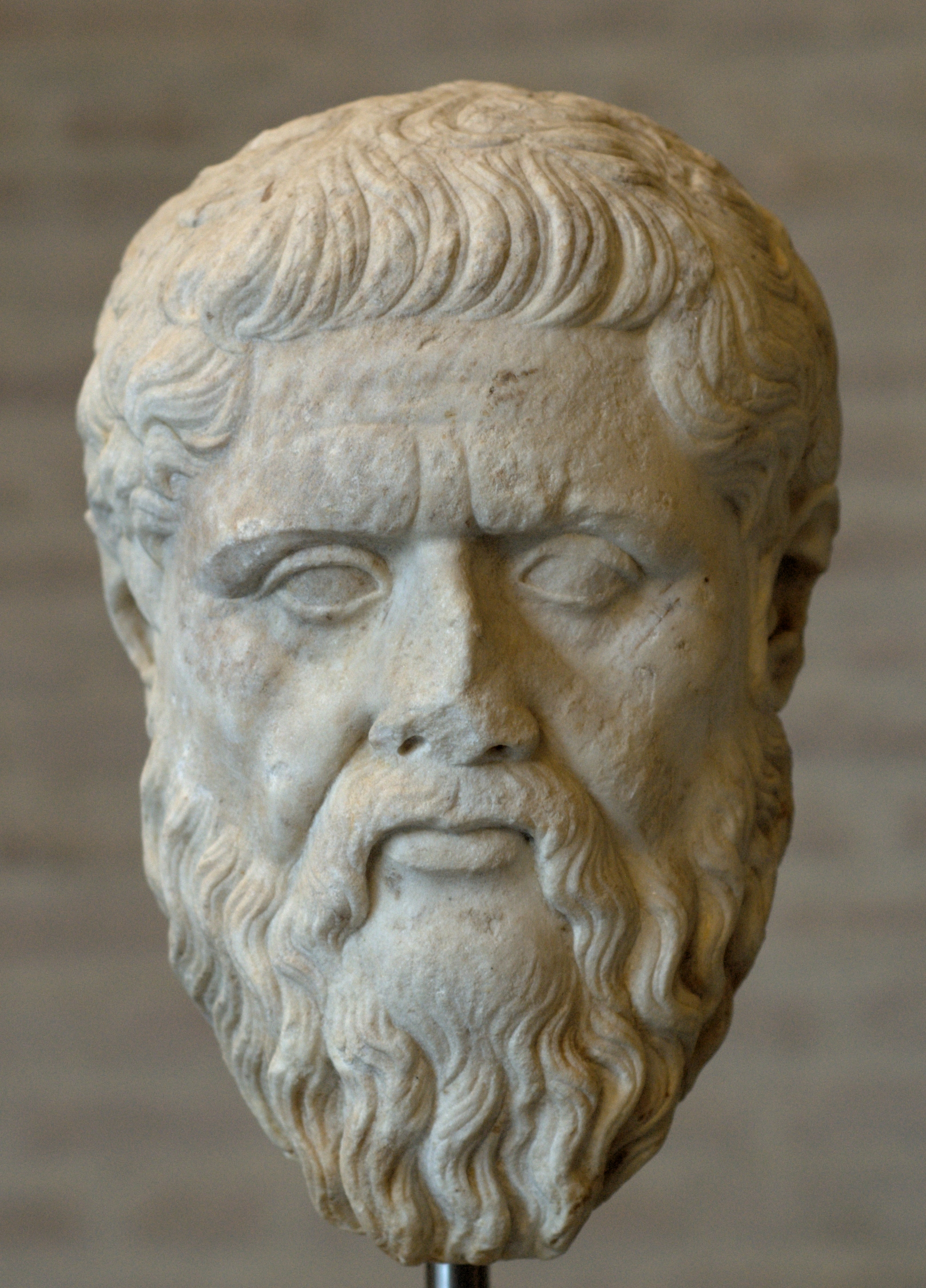
Platone

In questo clima politico di restaurazione, accentuato dalla risonanza avuta dal processo e dalla morte di Socrate, molti suoi discepoli temendo per la loro incolumità, lasciano Atene e si trasferiscono in altre città dove fondano scuole filosofiche che dalle vicende della vita del maestro traggono la convinzione che la politica sia ormai così divergente dalla filosofia che occorre ritirarsi in se stessi e dedicarsi ad uno studio appartato dei temi etici che risolva gli individuali problemi esistenziali.
Anche per il discepolo Platone la condanna del maestro ha evidenziato la contraddizione di aver giudicato come criminale «il più giusto» tra gli uomini. Ormai tra filosofia e vita politica esiste quell'incompatibilità già riconosciuta da Socrate che, rifiutando la proposta di andare in esilio, nella Apologia accenna alla quasi ineluttabilità della sua condanna da parte dei politici. Compito dei filosofi è allora per Platone quello di fare in modo che la filosofia non sia in contrasto con lo Stato, dove non accada più che un giusto sia condannato a morte.
Su l'insegnamento socratico Platone fonderà il suo grande sistema filosofico-politico, altri ne considereranno aspetti parziali ma significativi.

## La scuola di Megara
La scuola fu fondata da Euclide di Megara (450 a.C./435 a.C.-375 a.C./365 a.C.), amico e discepolo di Zenone di Elea (489 a.C.–431 a.C.) e di Socrate di cui, come racconta Platone, aveva assistito alla morte. Euclide si ritrova come narratore nel dialogo Teeteto dove Platone però non lo nomina mai come filosofo. Così anche Aristotele che tuttavia descrive quella di Megara come una scuola filosofica. 

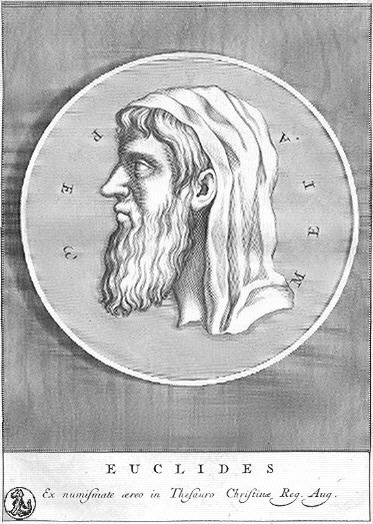
Euclide di Megara

### La logica
I seguaci della scuola più noti furono Eubulide di Mileto (450 circa a.C.-380 a.C.), Stilpone di Megara e Diodoro Crono che elaborarono il loro pensiero nella seconda metà del IV secolo a.C. sviluppando soprattutto gli studi sulla logica per i quali furono designati come i "nuovi eleati" eredi della dialettica di Zenone.
A Eubulide vengono attribuiti paradossi celebri quali quelli del "mentitore", dell'"Elettra", del "calvo" o "sorite" e del "cornuto".

Approfondimenti sulla logica vengono compiuti dai megarici riguardo alle tesi che negano che a uno stesso soggetto possano essere riferiti più attributi (negazione della predicazione) e che uno stesso predicato possa essere attribuito a molteplici soggetti (negazione della generalità dei predicati) per cui ogni giudizio, inteso logicamente come la connessione di un predicato a un soggetto, in accordo con il pensiero di Parmenide (515 a.C.–450 a.C.) sull'unicità dell'ente identico a sé stesso, non può che essere costituito da una identità ("uomo è uomo", "buono è buono" ecc.)
Contro la teoria del giudizio di Aristotele, per la quale si poteva di predicare un termine qualsiasi di un altro, osservava Stilpone di Megara, un altro allievo di Eubulide:
Inoltre «[Euclide] criticava le dimostrazioni attaccandone non le premesse, ma la conclusione. Rifiutava anche il procedimento comparativo, dicendo che esso si avvale di simili o di dissimili; se si tratta di simili, è meglio guardare le cose stesse, che quelle cui sono simili; se si tratta di dissimili, l'accostamento è superfluo.»

### La morale
La ricerca morale di Socrate in Euclide viene connessa alla filosofia eleatica di Zenone. Unico è il bene che coincide con l'unico essere. L'essere e il bene si identificano nella loro immutabilità, incorruttibilità. Il puro ente parmenideo assume in Euclide diversi nomi ma convergenti: saggezza, dio, intelletto: 
Il bene come l'essere non può essere colto nella vita di ogni giorno per cui il vero saggio cercherà l'astensione da ogni desiderio o passione come regola di vita morale raggiungendo l'apatia.
Le teorie morali dei megarici si assimilavano così a quelle dei Cinici, ed entrambe confluiranno nello stoicismo (308 a.C.) fondato da un discepolo di Stilpone, Zenone di Cizio.

## La scuola cinica

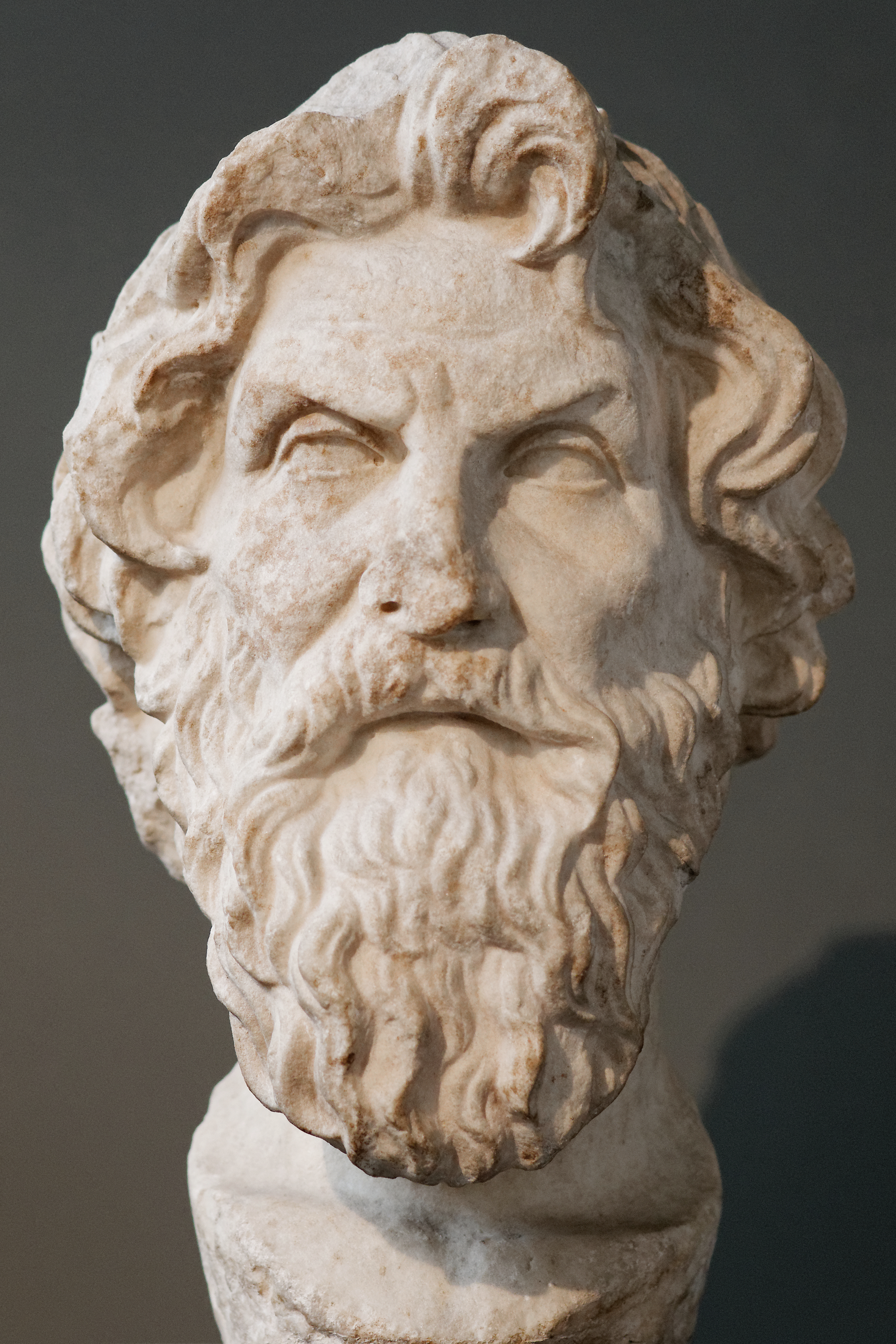
Antistene

Il nome di cinici (dal greco κύων, "cane") sembra derivi dalla prima sede della scuola, chiamata Cinosarge (Il "cane agile"), un edificio periferico ateniese, sede di un antico santuario e di un ginnasio, che era l'unica istituzione pubblica in Atene che accogliesse tutti, compresi gli schiavi, gli illegittimi, gli stranieri.
Cinici era anche l'appellativo che fu loro dato in senso dispregiativo dalle correnti filosofiche avversarie che rimproveravano loro il comportamento animalesco e irrispettoso delle regole del buon vivere sociale. Invero i cinici stessi dichiaravano che il loro modello di vita era simile a quello del cane, semplice e naturale, e, come il cane, ringhioso verso chi lo disturbasse.
Per i cinici la condanna a morte di Socrate aveva dimostrato che la presunta forza persuasiva del dialogo aveva fallito scontrandosi con la malvagità umana. Allora tanto valeva rinunciare a cercare la verità poiché ognuno è chiuso nei suoi limiti soggettivi e relativi. L'unica verità era quella offerta dalla semplicità della natura che ci mostra il modello di una vita autentica: badare alle cose essenziali per la conquista della vera libertà, quella che rigettava ogni nomos, la consuetudine, la regola, i valori religiosi, culturali e sociali.
Il saggio cinico doveva vivere seguendo la ragione, controllando con l'esercizio (askesis) le passioni, per raggiungere il "dominio di sé" (enkratèia) e con essa l'autosufficienza (autarkeia).
La scuola fu fondata da Antistene (444–365) seguace di Gorgia, che in età matura aveva conosciuto Socrate, del quale era diventato discepolo. Diogene Laerzio, nelle Vite dei filosofi, gli attribuisce la paternità dell'opera Sulla libertà e la schiavitù.
Antistene disprezzava lo stile di vita della polis e si opponeva a tutti coloro che non conducevano una vita secondo natura e che credevano nelle differenze razziali e sociali e approvavano la schiavitù. Egli quindi non escludeva dalla sua predicazione i reietti e a chi lo accusava di frequentare quelli ritenuti malvagi, Antistene rispondeva: «anche i medici stanno con i malati, eppure non si prendono la febbre.»
Il cinico più famoso fu Diogene di Sinope, che costrinse Antistene ad accettarlo come suo discepolo.
Diogene ebbe come seguaci Monimo, Onesicrito, Cratete di Tebe con la moglie Ipparchia e il cognato Metrocle.
In tempi successivi agli inizi aderirono al cinismo Menedemo e Menippo di Gadara, il quale assieme a Bione di Boristene, Cercida e Telete fecero progredire la "diatriba" che dalla forma di una conversazione o discorso con toni satirici, aspri e impetuosi su argomenti preferibilmente a carattere etico rivolto ad un vasto pubblico, assunse con loro dignità di genere letterario.

## La scuola cirenaica

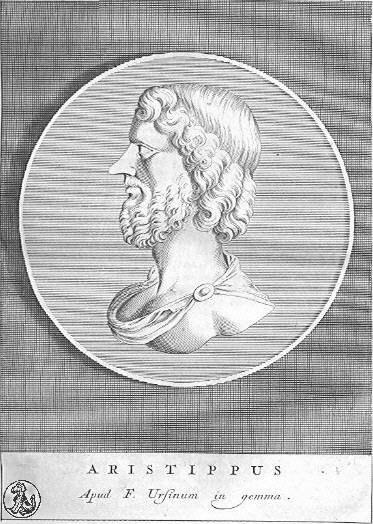
Aristippo di Cirene

Il discepolo di Socrate Aristippo, che soggiornò anche a Corinto e a Siracusa, dove probabilmente incontrò Platone, è considerato il fondatore della scuola che si sviluppò nella città libica di Cirene. Alla sua morte, verso il 355 a.C. gli successe la figlia Arete e il figlio di lei, autore della dottrina ufficiale della scuola, Aristippo Metrodidatta chiamato anche il Giovane, a cui si deve la dottrina dell'edonismo attribuita al caposcuola.
Per i Cirenaici le sensazioni e le passioni costituivano la radice del sapere certo e il movente dell'agire. Il sapere filosofico, come ha insegnato Socrate, non mira alle certezze offerte dalla matematica e dalla fisica ma a regolare la condotta morale dell'uomo di modo che possa raggiungere il sommo bene che se per Socrate coincideva con la virtù, per i cirenaici, invece, consisteva nel piacere corporeo inteso come "movimento calmo", nel senso di "dolce", al quale si contrappone il dolore, "movimento aspro" e tormentoso. Bisognava dunque, comportarsi come Aristippo che 
Una ricerca dunque e un percorso verso il piacere inteso come carpe diem, ben diverso dalla concezione eudemonostica epicurea tesa al conseguimento della felicità.
Tuttavia, non ogni piacere è di per sé garanzia di bene; lo sono propriamente quei piaceri che la ragione valuta capaci di assicurarne il godimento: «la cosa migliore non è l'astenersi dai piaceri, ma il dominarli e non lasciarsi vincere da essi.»
Come Socrate, che non volle mai ricoprire alcuna carica politica, anche i cirenaici diffidavano dal partecipare attivamente alla vita pubblica che è causa di turbamento: meglio non legarsi poi ad appartenenze nazionali ma considerarsi liberi cittadini del mondo: «io non mi chiudo in uno Stato, ma sono ospite dappertutto.»
Fino al III secolo a.C. i membri della scuola più rilevanti furono 
- Antipatro di Cirene;
- Parebate;
- Aristotele Cirenaico;
- Anniceri, che si distinse per la sottigliezza della sua dottrina etica e che è ricordato per aver riscattato Platone dalla schiavitù[19];
- Egesia, probabilmente scolaro di Parebate, fu noto nell'antichità come "persuasore di morte" (πεισιϑάνατος) per il suo trattato Sul suicidio mediante il digiuno. Come Aristippo egli credeva nell'edonismo ma non come una ricerca attiva del piacere ma come stadio da conseguire tramite il conseguimento dell'assenza di dolore intesa come insensibilità e tranquillità imperturbabile. Condizione difficile da raggiungere questa ma che poteva essere sostituita dal suicidio;
- Teodoro l'ateo che, oltre all'esistenza degli dei, negava ogni valore tradizionale come l'amicizia e, riprendendo il cosmopolitismo di Aristippo, rifiutava anche l'amore per la propria patria. Egli giudicava legittimo, in certe occasioni, commettere adulterio, rubare, fare sacrilegi poiché questi atti, per la loro costituzione naturale, non sono da condannare.

## La scuola eliaco-eretriaca
Tra le scuole socratiche minori viene annoverata anche quella fondata dal filosofo Menedemo di Eretria, che viene citato da Diogene Laerzio come filosofo e celebre autore di drammi satireschi, secondo solo per fama ad Eschilo, ma primo come tragediografo.. Molto abile nell'eristica, l'arte di contendere a parole, fu anche uomo politico.
Si hanno scarse notizie di lui riportate in Diogene Laerzio, Cicerone, Plutarco, Simplicio: originario di Eretria, vissuto tra il 339 a.C. e il 265 a.C., dapprima discepolo della scuola di Fedone di Elide quando questa si dissolse conservò il suo pensiero fondando a Eretria assieme al suo amico Asclepiade di Fliunte una scuola filosofica.
Fu sospettato di voler tradire la patria in favore della Macedonia e per questo costretto a fuggire dalla Grecia per rifugiarsi alla corte di Antigono Gonata, dove morì di disperazione: «...Ti spegnesti volontariamente non toccando cibo per sette giorni: gesto degno di un eretriese, ma non di un uomo, ché la disperazione fu la guida al tuo destino.»
La sua dottrina, vicina a quella della scuola di Megara, intellettualizza il sommo bene socratico identificandolo con l'unico essere eleatico mentre nell'etica riprende parzialmente il pensiero stoico.